# Straż (powiat białostocki)
Straż – osada leśna w Polsce położona w województwie podlaskim, w powiecie białostockim, w gminie Czarna Białostocka.
W latach 1975–1998 miejscowość administracyjnie należała do województwa białostockiego.